# Ortsbus Schruns-Tschagguns
Der Ortsbus Schruns-Tschagguns ist ein Teil des Verkehrsverbund Vorarlberg. Der Ortsbus Schruns-Tschagguns ist auf Basis eines Gemeindeverbands organisiert, welcher aus den beiden Gemeinden Schruns und Tschagguns besteht. Betreiber ist die Firma mbs Bus GmbH.

## Liniennetz
Das Liniennetz besteht aktuell aus fünf Linien.
| Linie (ab Dez. 2022) | Linie (bis Nov. 2022) | Verlauf                                                              | Takt Werktags | Takt Samstags | Takt an Sonn- und Feiertagen |
| -------------------- | --------------------- | -------------------------------------------------------------------- | ------------- | ------------- | ---------------------------- |
| 601                  | 1                     | (Zamang Bahn) – Schruns – Tschagguns – Latschau Golmerbahn           | 60 min        | 60 min        | 60 min                       |
| 602                  | 2a                    | Schruns Bahnhof – Aktivpark – Zelfen – Zamang Bahn – Schruns Bahnhof | 60 min        | 60 min        | 60 min                       |
| 603                  | 2b                    | Schruns Bahnhof – Zamang Bahn – Zelfen – Aktivpark – Schruns Bahnhof | 60 min        | 60 min        | 60 min                       |
| 604                  | 4                     | Schruns – Außerlitz – Sozialzentrum – Schruns                        | 60 min        | 60 min        | 60 min                       |
| 605                  | 3                     | Schruns – Zamang Bahn – Zelfen – Latschau Golmerbahn (Nur im Winter) | 60 min        | 60 min        | 60 min                       |

(Stand: Oktober 2022)